# European Computer Trade Show
De European Computer Trade Show, beter bekend als de ECTS, was een beurs over videogames welke jaarlijks werd gehouden in Londen. Het was de tegenhanger van het Amerikaanse Electronic Entertainment Expo (E3).
Jaarlijks boette ECTS echter aan belang in, omdat grote softwarehuizen hun aandacht voornamelijk op E3 richten. In april 2005 werd het einde van de ECTS aangekondigd.